# ناحية عين التينة
ناحية عين التينة إحدى نواحي سوريا تتبع إداريّاً لمحافظة اللاذقية منطقة الحفة ومركزها بلدة عين التينة، بلغ تعداد سكان الناحية 6,825 نسمة حسب التعداد السكاني لعام 2004.

## بلدات وقرى ناحية عين التينة
بستا، بيادر الدرة، عين التينة، حبيت، جبلايا، الجديدة، كرس، خالدية خدللو، ليفين، نبع الخندق، الحويز، جوبة نجم.